# Петрова Лариса Федорівна
Лариса Федорівна Петрова (нар. 1 червня 1952 р. в с. Катюжанка Вишгородського району Київської області) — українська поетеса і громадський діяч. Член Національної спілки письменників України з 1999 р. Автор ліричних збірок, текстів пісень та поетичних перекладів; заступник голови Спілки жінок Києва, голова Творчого об'єднання «Світлина». Ініціатор створення і організатор фестивалю «Київська пісенна осінь». Сценарист і режисер мистецьких заходів. Член Національної спілки письменників України (з 1999).

## Життєпис
Народилася в сім'ї українських інтелігентів: батько визнаний український письменник і поет Федір Васильович Петров, мати — Ніна Андріївна Петрова, вчителька української мови. Закінчила Київський медичний інститут в 1975 р. та Інститут журналістської майстерності при Спілці журналістів України. За першим фахом — науковець в галузі гігієни та охорони здоров'я, працювала науковим редактором в національному академічному видавництві «Здоров'я», працювала науковцем у відділі перспективного планування та координації наукових досліджень Інституту гігієни та медичної екології ім. О. М. Марзєєва. Мешкає в місті Бровари.

## Творчість
Перші вірші Лариси Петрової були надруковані у газетах «Нове життя» та «Медичні кадри». Згодом друкувалася у газетах «Українка», «Київський вісник», «Голос України», «Українське слово», "Літературна Україна", у часописах «Дніпро», «Поезія» (Москва), «Жінка», у «Сімейному календарі» за 1996, 1998, 2000 роки.
Перша збірка Лариси Петрової вийшла у 1997 році. Автор поетичних збірок: «Акорди світлої зажури», «Сад моїх надій», «Проміння вічності», «Сонетіана», «Автограф почуттів»; «Небесний арборетум»; «На крилах сонячної мрії», книги спогадів "ВІдблиски пам"яті", низки нарисів у книзі «Серце сповнене любов'ю»; автор перекладу з російської збірки поезій О. Матвєєва «Повернення» та ІІ розділу "Серце чує тебе Україно" збірки поезій О. Матвєєва "Знов до тебе спішу я, Долоччя...", циклу віршів у антології сучасної української жіночої поезії «Сама».
Автор близько двохсот пісень та романсів, зокрема "Кохання віри не втрачає", "Романс повернення", "Маестро", "Матінко-матуся",«Байдуже мені», «Києве прекрасний», «Три дні до осені», «Там, де мене вже нема», "Богема" та ін. Видала два музичні альбоми «Nota bene», «Три дні до осені», в яких є автором віршів та музики. Автор віршів у пісенному альбомі «Я хочу музикою стати». На вірші Лариси Петрової створено понад 200 пісень. Серед її співавторів є такі відомі композитори, як Олег Слободенко, Геннадій Татарченко, Леонід Нечипорук, Віктор Ліфанчук, Карлен Мкртчан, Сергій Новохацький, Олександр Швидкий, Неоніла Лагодюк, Ігор Якубовський, Ксенія Нікольска, Олександр Ткаченко, Світлана Потера, Олександр Лісенчук, Віталій Кияниця, Олександр Моргаєнко, Володимир Сірий, Тетяна Мирошніченко, Юрій Євсєєв та ін.
Книжки Лариси Петрової:
- Л. Петрова. Акорди світлої зажури: лірика. — К. : Український письменник, 1997. — 56с. — ISBN 5-333-01505-8
- Л. Петрова. Проміння вічності: лірика. -К. — Техніка,2000. 90с. — ISBN 966-575-188-3
- Л. Петрова. Автограф почуттів: лірика. — К. : Наукова думка, 2007. — 215с. : фот. — ISBN 978-966-00-0663-8
- Л. Петрова. Сад моїх надій: лірика. Наукова думка,1998. — 101с. — ISBN 966-00-0436-2
- Л. Петрова. Сонетіана: Сонети, сонетоїди, вінки сонетів. — К. : Техніка, 2003. — 78с.&n bsp;— ISBN 966-575-001-1
- Л. Петрова. Небесний арборетум: лірика. — К. : Просвіта, 2012. — 197с. фот. — ISBN 978-966-7115-97-5
- Л. Петрова. На крилах сонячної мрії: лірика. — К.: ТОВ «Видавнича група BHV», 2017. — 120 с. — ISBN 978-966-552-300-0
- Л. Петрова. Відблиски пам"яті: книга спогадів. — К.: Друкарський двір Олега Федорова, 2021. — 56 с.фот. --- ISBN 978-617-8000-35-6